# نورثولت (محطة مترو أنفاق لندن)
نورثولت (بالإنجليزية: Northolt)‏ هي إحدى محطات مترو أنفاق لندن. تقع على خط سينترال أفتتحت في المنطقة (Zone) رقم 5 أفتتحت في 21 نوفمبر 1948.

## معرض صور

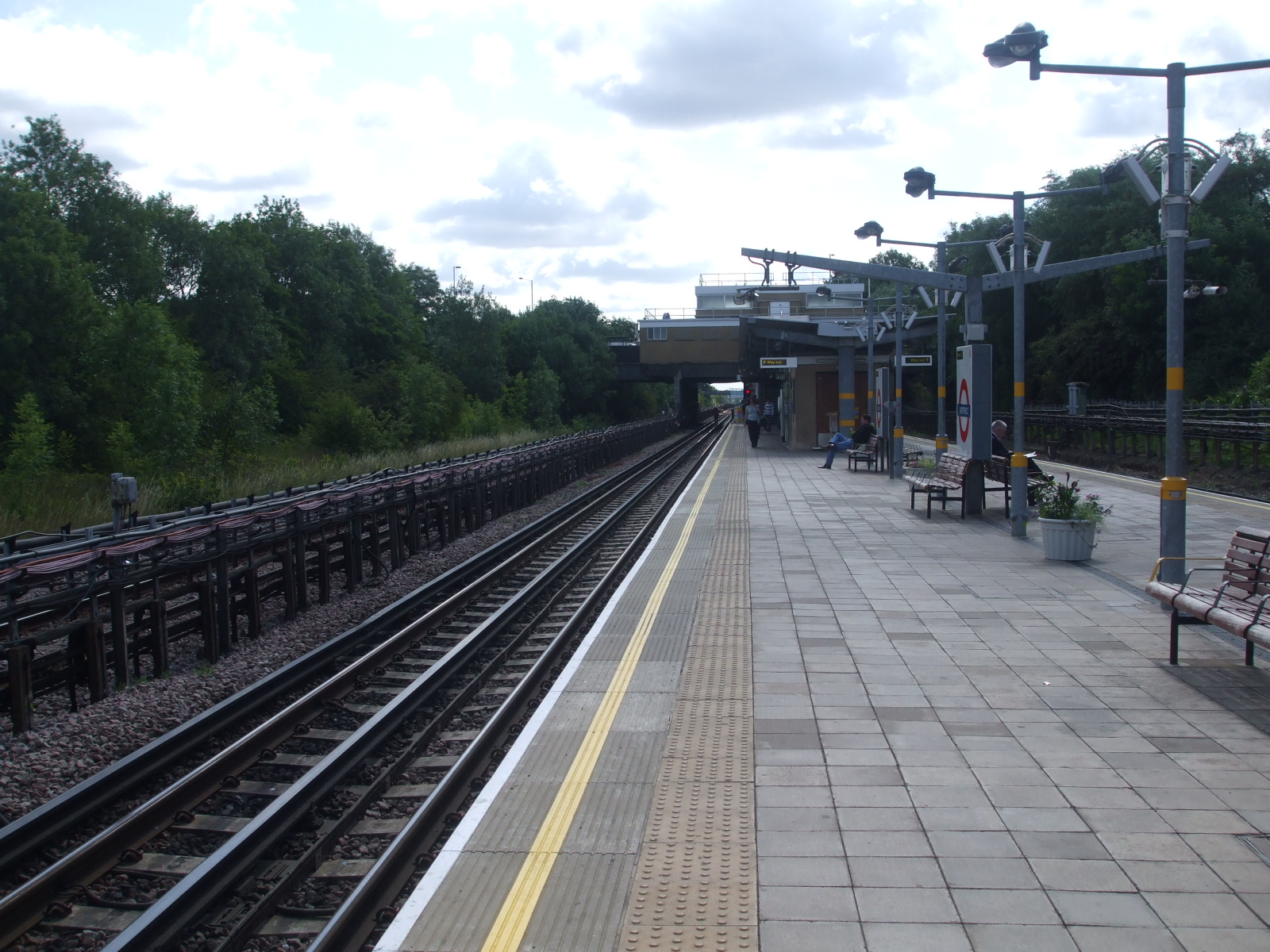
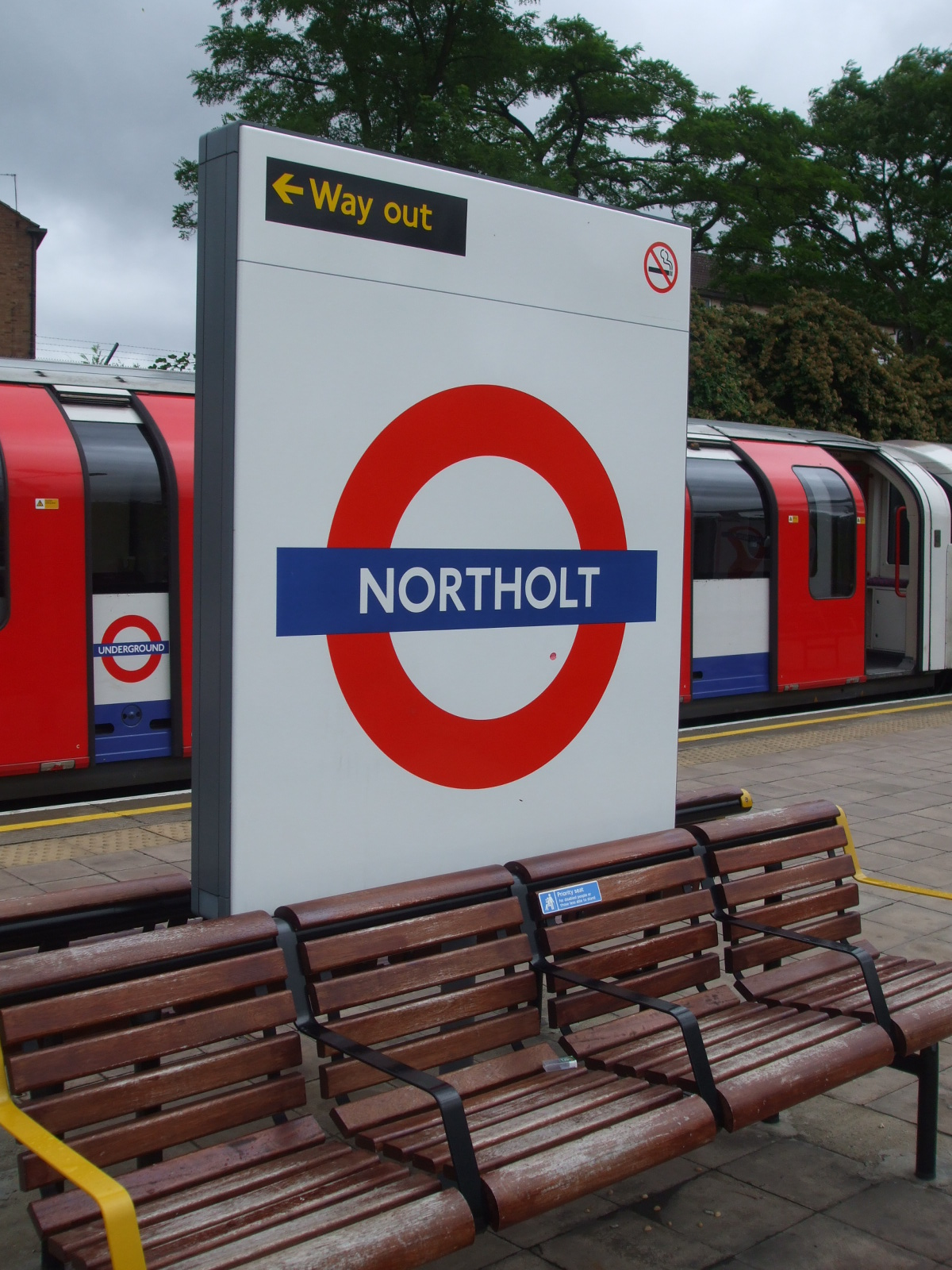
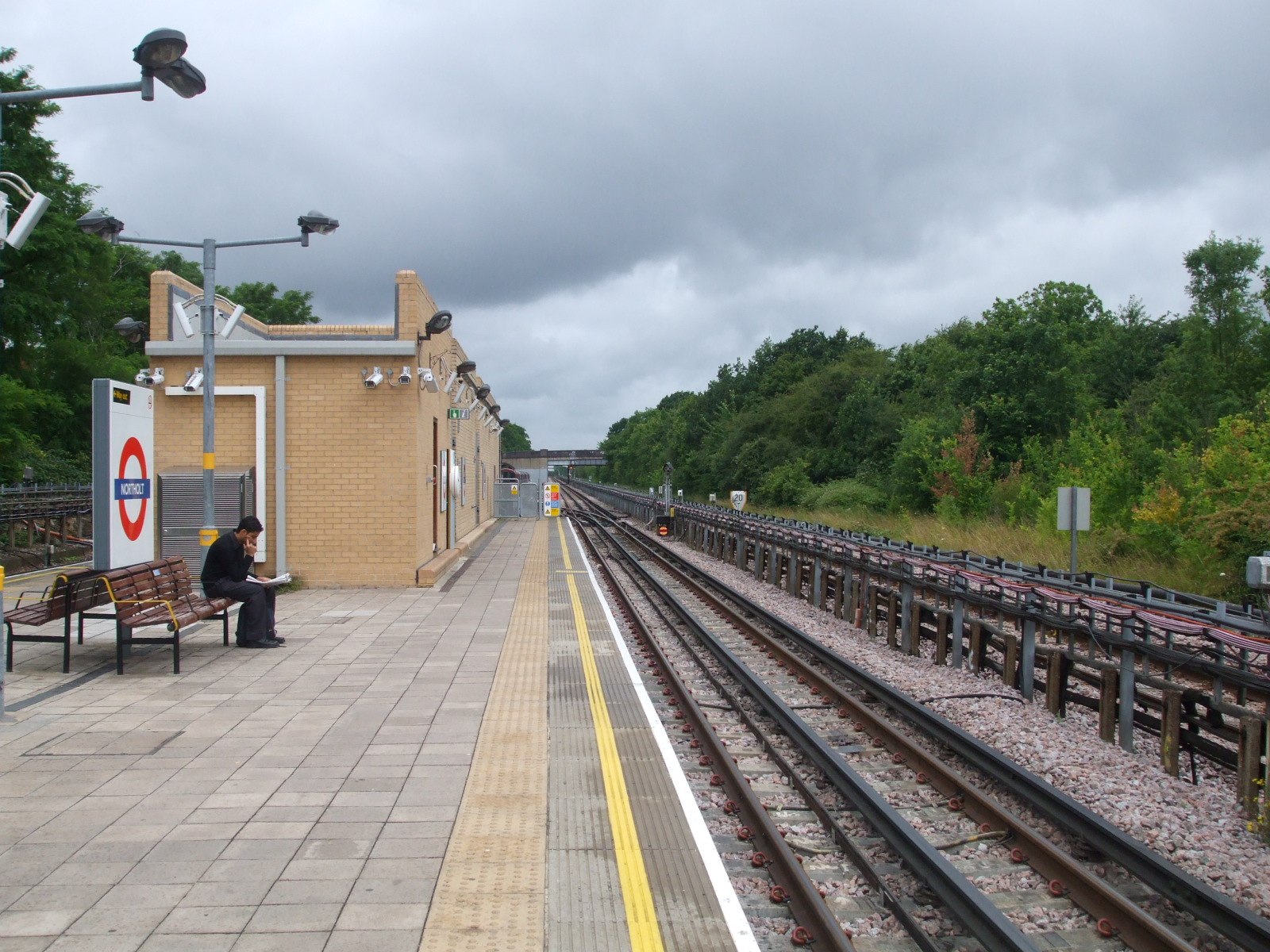